# برن‌اوت انتقام
برن‌اوت انتقام (به انگلیسی: Burnout Revenge) یک بازی ویدئویی مسابقه است که در سال ۲۰۰۵ توسط کرایتریون گیمز توسعه یافته و توسط الکترونیک آرتس برای پلی‌استیشن ۲، ایکس‌باکس و ایکس‌باکس ۳۶۰ منتشر شده است.
همانند نسخه قبلی برن‌اوت ۳: تیک‌دان، برن‌اوت انتقام بر ترکیبی از مسابقه در میان ترافیک ساعات شلوغی و نبرد وسایل نقلیه تمرکز دارد. بازیکنان خود از ماشین‌ها به عنوان سلاح استفاده می‌کنند. برن‌اوت انتقام همچنین در بخش مبارزاتی روند بازی خود با ویژگی‌های جدیدی مانند «بررسی ترافیک» (تحریک کردن ترافیک به همان سمت)، برداشتن عمودی (فرود بر روی ماشین رقیب پس از رانندگی ماشین بازیکن از روی یک پرش)، یک نوع بازی جدید (حمله ترافیکی) و تغییرات قابل توجهی در روند بازی حالت تصادف (نوعی بازی که در آن بازیکنان سعی می‌کنند تا حد امکان تصادف ایجاد کنند). جانشینی به نام برن‌اوت پارادایس برای پلی‌استیشن ۳ و ایکس‌باکس ۳۶۰ در ژانویه ۲۰۰۸ منتشر شد. این بازی همچنین با ایکس‌باکس وان در ماه می ۲۰۱۸ و ایکس‌باکس سری اکس/اس پس از عرضه کنسول سازگار شد. یک بازی اضافه در این مجموعه برن‌اوت دامینیتور، توسط ئی‌ای انگلیس توسعه یافت و در سال ۲۰۰۷ برای پلی‌استیشن ۲ و پلی‌استیشن همراه منتشر شد.
سرورهای آنلاین برن‌اوت انتقام برای پلی‌استیشن ۲ و ایکس‌باکس در یک سپتامبر ۲۰۰۷ بسته شدند. سرورهای آنلاین نسخه ایکس‌باکس ۳۶۰ نیز در ۲۴ اکتبر ۲۰۱۲ بسته شدند.

## روند بازی
در بازی برن‌اوت انتقام، بازیکنان در طیف وسیعی از انواع بازی‌های مسابقه‌ای با اهداف مختلف به رقابت می‌پردازند. اینها در ترافیک ساعات شلوغی اتفاق می‌افتند و شامل مسابقه‌های مداری، خشم جاده‌ای (که در آن بازیکنان باعث می‌شوند تا جایی که ممکن است رقبای بیشتری در یک محدودیت زمانی تصادف کنند، یا تا زمانی که ماشین بازیکن خراب شود)، دور آتشی (یک دور، تک دور حالت می‌شود)، حذف‌کننده (پیست مسابقه‌ای که در آن هر سی ثانیه، ماشین مسابقه دهنده‌ای که در جایگاه آخر قرار می‌گیرد منفجر می‌شود؛ مسابقه تا زمانی ادامه می‌یابد که فقط یک مسابقه دهنده باقی بماند) و تصادف (جایی که بازیکن در یک تقاطع با هدف قرار می‌گیرد. از انباشت هر چه بیشتر «دلارهای تصادف»). یکی از ویژگی‌های روند بازی جدید در برن‌اوت انتقام این است که می‌توانید از ترافیک کوچک تا متوسط که به عنوان «بررسی ترافیک» شناخته می‌شود، به حرکت درآوردن خودرو به جلو حرکت کنید؛ رویدادی که در آن یک ماشین «چک شده» به رقیب برخورد می‌کند به عنوان حذف ترافیک (ترافیک تیک‌دان) در نظر گرفته می‌شود. بررسی ترافیک محور یک نوع مسابقه جدید است، حمله ترافیک (که به موجب آن بازیکن باید مقدار مشخصی از خسارت تصادف را به دلار از طریق بررسی ترافیک کسب کند)، که بعداً می‌تواند مورد استفاده قرار گیرد.
در طول این رویدادها، بازیکنان به مقدار محدودی از تقویت دسترسی دارند که از طریق تکنیک‌های مختلف رانندگی خطرناک، از جمله، اما نه محدود به رانندگی در سمت اشتباه جاده، عقب بردن حریفان و دریفت کردن به دست می‌آید. مفهوم منحصر به فرد این مجموعه، مفهوم نبرد با رقبای دیگر است. بر خلاف دیگر بازی‌های ویدئویی در سبک مسابقه، بازیکنان تشویق می‌شوند و گاهی اوقات حتی مجبور می‌شوند تا با ماشین‌های رقیب برخورد کنند و باعث تصادف شوند. از کار انداختن رقیب به عنوان «تیک‌دان» یاد می‌شود، که به بازیکن با افزایش طول نیتروژن تقویت‌کننده و پر کردن کامل آن پاداش می‌دهد. در رویدادهای تعیین‌شده، می‌توان از نیتروژن تقویت‌کننده برای فعال کردن «تصادف‌شکن» در هنگام تصادف استفاده کرد، ماشین را منفجر کرد و باعث تصادف دیگر خودروهای مجاور می‌شود. وقتی خودرو رقیب بازیکن را پایین می‌آورد، بازیکن باید انتقام نهایی را با از بین بردن رقبای انتقام‌جوی (که فلش بالای ماشین قرمز شد) بگیرد و به آن «انتقام تیک‌دان» گفته می‌شود.
در حالت اصلی بازی تک‌نفره، بازیکنان در یک تور جهانی متشکل از ۱۶۹ رویداد در سه قاره به رقابت می‌پردازند که به یک مجموعه از ۱۱ «رتبه» تقسیم می‌شوند (رتبه ۱۱ هیچ رویدادی ندارد). رتبه‌هایی که یک بازیکن به آنها دسترسی دارد با «رتبه انتقام» او تعیین می‌شود که پس از اتمام رویدادها افزایش می‌یابد. با افزایش رتبه خود به اندازه کافی، بازیکن «ارتقاء رتبه» می‌شود و رتبه بعدی رویدادها را باز می‌کند.
۷۷ خودرو در بازی وجود دارد که برخی از آنها فقط برای حوادث تصادف قابل استفاده هستند. اس‌یووی‌ها و خودروهای سالنی برخی از آنها هستند.
این بازی همچنین از روند بازی چندنفره چه به صورت آنلاین و چه آفلاین پشتیبانی می‌کند. علاوه بر حالت‌های مسابقه‌ای، بازی دارای سه حالت تصادف است: نبرد تصادف (چند بازیکن همزمان برای یک اتصال تلاش می‌کنند)، پارتی تصادف (بازیکنان به نوبت در چندین دور تلاش می‌کنند تا اتصالات را انجام دهند)، و تور تصادف (گلف نسخه‌ای مانند پارتی تصادف، با بازیکنانی که سعی می‌کنند مقدار مشخصی از تصادف دلار را در کمترین تلاش ممکن جمع کنند، پس از پایان دور آخر، بازیکنی که کمترین امتیاز را برد، برنده می‌شود).

### خودروهای جایزه
دو خودرو اضافی وجود دارد که می‌توان با حضور یک بازی ذخیره شده از عنوان دیگری در کارت حافظه یا هارد دیسک در اولین ایجاد نمایه شخصی، قفل آنها را باز کرد. ذخیره مدن ان‌اف‌ال ۰۶ قفل Madden Challenge Bus را باز می‌کند و ذخیره برن‌اوت ۳: تیک‌دان قفل Dominator Assassin را باز می‌کند. هر دوی این خودروها فقط برای رویدادهای تصادف در دسترس هستند. اگر آداپتور آنلاین داشته باشند، برای استفاده آنلاین نیز در دسترس هستند. اگر ذخیره برای بلک وجود داشته باشد، بازیکن Black Elite Racer را باز می‌کند، ماشینی که معمولاً در رتبه الیت باز می‌شود. برخی از ارجاعات بازی را نشان می‌دهد، به عنوان مثال، سوراخ‌های گلوله در اطراف ماشین وجود دارد و پلاک پشت آن عبارت است از "Kellar"، شخصیت بازیکن در سیاه می‌باشد. در نسخه ایکس‌باکس ۳۶۰ این عنوان، ماشین‌های جایزه از طریق روش‌های مختلفی باز می‌شوند، مانند تکمیل رویداد تصادف نهایی در رتبه یک برای باز کردن قفل Dominator Assassin و رسیدن به رتبه الیت تنها راه برای بدست آوردن Black Elite Racer است. اگر بازیکن به ۱۰۰٪ کامل شدن بازی دست یابد، که سخت‌ترین چالش بازی است، ‏Revenge Racer را باز می‌کند، که در بازی بعدی برن‌اوت پارادایس دوباره استفاده شده است.

### نسخه ایکس‌باکس ۳۶۰
نسخه ایکس‌باکس ۳۶۰ بازی برن‌اوت انتقام شامل چندین ویژگی جدید بود و گرافیک بازی را برای استفاده از قدرت کنسول بهبود بخشید. این بازی شامل ده محل تصادف جدید در تور تصادف بود. همچنین شامل یک حالت آنلاین بسیار بهبود یافته بود که Revenge Rivals آنلاین را معرفی کرد. این سیستم به بازیکنان این امکان را می‌داد که تعداد دفعاتی را که از بازی خارج شده‌اند یا هر بازیکنی را خارج کرده‌اند، پیگیری کنند.
نسخه جدید همچنین شامل یک ویژگی جدید کلیپ‌های برن‌اوت بود که به کاربران اجازه می‌داد کلیپ‌های ۳۰ ثانیه‌ای از هر مسابقه آفلاینی را که از طریق ایکس‌باکس لایو با سایر بازیکنان به اشتراک گذاشته می‌شد ذخیره کنند.
در می ۲۰۱۸، نسخه برن‌اوت انتقام سازگاری به عقب برای سازگاری با ایکس‌باکس وان در دسترس قرار گرفت. همچنین پس از عرضه کنسول، برای سازگاری به عقب در ایکس‌باکس سری اکس و سری اس در دسترس قرار گرفت.

## محتوای قابل دانلود
نسخه ایکس‌باکس ۳۶۰ بازی برن‌اوت انتقام اولین بازی بود که از دانلود کیوسک در آمریکای شمالی استفاده کرد، جایی که بازیکنان می‌توانستند واحد حافظه ایکس‌باکس ۳۶۰ خود را به فروشگاه‌های شرکت‌کننده مانند گیم‌استاپ، سیرکوئیت سیتی و بست بای ببرند و محتوای جدید را برای بازی دانلود کنند. بازی روی آن محتوای ارائه شده بین کیوسک‌ها متفاوت بود. محتوای بازار ایکس‌باکس لایو نیز در قالب خودروهای جدید در دسترس بود.

## بازتاب‌ها
| گردآورنده | امتیاز      | امتیاز  | امتیاز      |
| گردآورنده | پلی‌استیشن ۲ | اکس‌باکس | اکس‌باکس ۳۶۰ |
| --------- | ----------- | ------- | ----------- |
| متاکریتیک | ۹۰/۱۰۰      | ۸۹/۱۰۰  | ۸۹/۱۰۰      |

| ناشر                    | امتیاز      | امتیاز  | امتیاز      |
| ناشر                    | پلی‌استیشن ۲ | اکس‌باکس | اکس‌باکس ۳۶۰ |
| ----------------------- | ----------- | ------- | ----------- |
| اج                      | ۸/۱۰        | ۸/۱۰    | ن/م         |
| الکترونیک گیمینگ مانثلی | ۸٫۸۳/۱۰     | ۸٫۸۳/۱۰ | ن/م         |
| یوروگیمر                | ن/م         | ۸/۱۰    | ۸/۱۰        |
| گیم اینفورمر            | ۹٫۲۵/۱۰     | ۹٫۲۵/۱۰ | ۹٫۵/۱۰      |
| گیم‌پرو                  | [ ۲۵ ]      | [ ۲۵ ]  | [ ۲۶ ]      |
| گیم رولیشن              | B+          | B+      | B+          |
| گیم‌اسپات                | ۹٫۱/۱۰      | ۹٫۱/۱۰  | ۸٫۸/۱۰      |
| گیم‌اسپای                | [ ۳۰ ]      | [ ۳۰ ]  | [ ۳۱ ]      |
| گیم‌تریلرز               | ۹/۱۰        | ۹/۱۰    | ۸٫۸/۱۰      |
| گیم‌زون                  | ۹٫۱/۱۰      | ۹٫۲/۱۰  | ۹/۱۰        |
| آی‌جی‌ان                  | ۸٫۹/۱۰      | ن/م     | ۸٫۹/۱۰      |
| اوپی‌ام (ایالات متحده)   | [ ۳۹ ]      | ن/م     | ن/م         |
| اواکس‌ام (ایالات متحده)  | ن/م         | ۹٫۸/۱۰  | ۸٫۵/۱۰      |
| دیترویت فِری پِرِس         | [ ۴۲ ]      | ن/م     | [ ۴۳ ]      |
| تایمز                   | [ ۴۴ ]      | [ ۴۴ ]  | ن/م         |

نسخه پلی‌استیشن ۲ بازی برن‌اورت انتقام با توجه به بازبینی جمعی متاکریتیک، «تحسین جهانی» را از سوی منتقدان حرفه‌ای دریافت کرد و نسخه‌های ایکس‌باکس و ایکس‌باکس ۳۶۰ بازخوردهای «عموماً مطلوب» دریافت کردند.
جیم شفر از دیترویت فری پس امتیاز هر چهار ستاره را به پلی‌استیشن ۲ داد و از روند بازی، ویژگی‌های جدید مانند حمله ترافیک و سیستم «بررسی ترافیک»، گرافیک، حالت تصادف تصفیه شده، موسیقی متن و چندنفره تمجید کرد. رایان هوشکا بعداً به نسخه ایکس‌باکس ۳۶۰ امتیاز مشابهی داد و اظهار داشت که «نمایش‌های آنلاین را بسیار شخصی‌تر می‌کند». گرگ ادواردز از ماکسیم نسخه‌های پلی‌استیشن ۲ و ایکس‌باکس را ارائه کرد و از انواع رویدادها، آهنگ‌ها و مسابقات آنلاین، حس سرعت و کنترل‌های «صاف» تمجید کرد. الیوت فیش از سیدنی مورنینگ هرالد به بازی چهار و نیم ستاره از پنج ستاره داد و آن را «به شدت شدید» نامید. تیم مستون از تایمز به آن چهار ستاره از پنج ستاره داد، تنها گلایه او تکرار در چیدمان مسیر برای هر مرحله بود، اما گفت که با افزودن میانبرهای متعدد در هر مسیر تا حدودی کاهش یافته است. اسکات جونز از هارتفورد کورانت به آن سه ستاره از چهار ستاره داد و آن را «بدترین کابوس یک نماینده بیمه خودرو» نامید و گفت که مخالفان فاقد شخصیت هستند و این می‌تواند روایت داستانی داشته باشد.
در طی نهمین جوایز سالانه دستاوردهای تعاملی، فرهنگستان هنر و علوم تعاملی، برن‌اوت انتقام را «بازی مسابقه سال» و «دستاورد برجسته در موسیقی متن» نامزد کرد. در مراسم اهدای جوایز سال، نسخه ایکس‌باکس ۳۶۰ جایزه «بازی مسابقه سال» را به‌طور کامل دریافت کرد.